# センサ

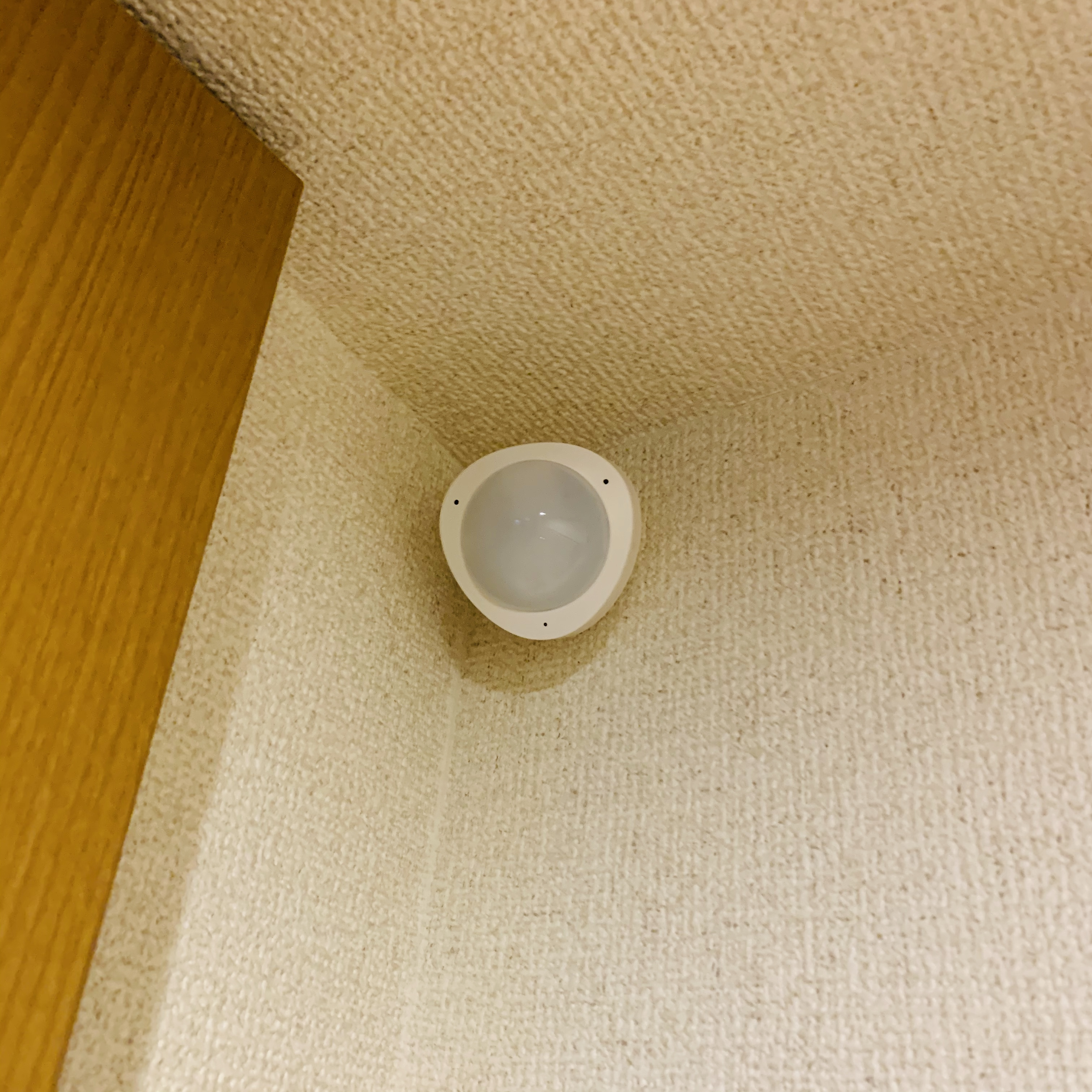
IoTで利用されるスマートセンサ（人や動物の動きを検出する）

センサまたはセンサー（英: sensor）は、自然現象や人工物の機械的・電磁気的・熱的・音響的・化学的性質あるいはそれらで示される空間情報・時間情報を、何らかの科学的原理を応用して、人間や機械が扱い易い別媒体の信号に置き換える装置のことをいい、センサを利用した計測・判別を行うことを「センシング」という。検知器（英: detector）とも呼ばれる。

## 定義
センサはトランスデューサーの一種と言えるが、明確な定義はされていない。センサという言葉は、トランスデューサーのみを指す場合もあれば、トランスデューサーに増幅・演算・制御・出力等の機能を合わせた装置を指す場合もある。

### 構成
センサによる測定は、出力信号の処理によって以下の方式に分けられる。
1. センサが変換した物理量を人間が直接判読するケース（Direct Indicator）
人間が認識可能な媒体（光や音など）に置き換える必要がある。
  - 水銀温度計は、周囲温度を、水銀の熱膨張を用いて、視覚情報に置き換える。
  - ケトルの笛吹は、お湯の温度を、蒸気圧の性質を用いて、聴覚情報に置き換える。
2. センサが一旦変換した物理量を、人間が判読可能なように更に変換し直すケース
センサからの情報を、電子回路が処理できるように、一旦電気信号に置き換える。電子回路が取得した信号は、AD変換器を使用したり、コンピュータおよびディスプレイを通して測定結果を読むなど人間が読めるように変換する必要がある。
3. センサが変換した物理量を人間が判読しないケース
センサからの情報を電気信号に置き換えて、処理・蓄積し、システムをコントロールするために使う。人間の関知しないシステム内部で、システムの性能・安定性・安全性を向上する。

多くのセンサは、電気的・電子的な機能、構造になっており、測定器、電子・電気機器、制御機器等に組み込まれることで機能が発揮される。MEMS技術の進歩により、多くのセンサが従来よりもはるかに高い感度に達している。

### 具体例
- 電気メーターは、電気の使用量を、電磁回転板などのトランスデューサを用いて、デジタル表示に置き換える。

### センサと似たもの
- 太陽電池は、光を電気に置き換えるトランスデューサではあるが、物理情報ではなくエネルギー取得を目的とする場合はセンサと呼ばない。昔、セレン光電池を露出計やAEカメラ（当時はEEと称した）でセンサとして使っていた例や、昼間太陽電池で充電し夜になると光り出すような装置で発電力の低下を検出しトリガーにしている、など例外もある。

## 応用分野
センサは現代社会のあらゆる分野で活用されている。自動車・鉄道・船舶・航空宇宙などの交通システム、機械・化学・農業・土木・エネルギーなどの産業ビジネス、医療・防災・住宅・防犯などの生活環境、宇宙・ロボットなどのハイテク領域において、普及が進んでいる。

## 分類

### 原理による分類

#### 機械量
- 加速度
  - 加速度センサ
- 力
  - ひずみゲージ（ストレインゲージ）
  - ロードセル（荷重による変位量がわかっている物体とひずみゲージを組み合わせた荷重センサ）
  - 半導体圧力センサ
  - トルクセンサ
- 振動
  - 音波 - マイクロフォン
  - 超音波

#### 熱
- 温度
  - 接触式
    - サーミスタ
    - 抵抗測温体
    - 熱電対

  - 非接触式
    - 放射温度計

#### 光・放射線
- 光
  - 光センサ
  - 光電素子
  - フォトダイオード
- 赤外線
- 放射線

#### 電気
- 電場
- 電流
- 電圧
- 電力

#### 磁気
- 磁気センサ

#### 化学
- におい
- イオン濃度
- ガス濃度

### 時空間による分類
- 時間：時計

- 位置
  - 光位置センサ (PSD)
  - リミットスイッチ
- 距離
  - 超音波距離計
  - 静電容量変位計
  - 光学式測距
  - 電磁波測距
- 変位
  - 差動トランス
  - リニアエンコーダ
  - 光位置センサ
- 速度
  - レーザードップラー振動速度計
  - レーザドップラー流速計
- 回転角
  - ポテンショメータ
  - 回転角センサ
- 回転数
  - タコジェネレータ
  - ロータリエンコーダ
- 角速度
  - ジャイロセンサ

- 一次元画像
  - リニアイメージセンサ
- 二次元画像
  - CCDイメージセンサ
  - CMOSイメージセンサ

### 用途による分類
- 液
  - 漏液センサ（リークセンサ）　（読み：ろうえき）
  - 液検知センサ（レベルセンサ）
- 硬度
- 湿度
- 流量
- 傾斜
- 地震センサ

## 選定
目的とする物理情報・検出原理・センサの形態によって、多種多様なセンサが存在する。
目的とする物理情報が同一であっても、検出原理として様々な手段がありうる。条件に適った最適なセンサを選び出すには、測定対象とセンサの性質をよく考慮する必要がある。
また、センサはその目的上、厳しい物理的環境下に晒されながら使用されるケースもある。実用の際は、ノイズによる誤検出や故障が起きないように、検出方法を吟味し、適切な使用環境・防護形態の下で使用する。

## 先進的センサ

### スマートセンサ
スマートセンサ（smart sensor）、あるいはインテリジェントセンサ（intelligent sensor）は解析、情報処理の能力が付加されたセンサである。スマートセンサには測定対象に複数のセンサでもって測定を行う。一度に複数のデータを取得し、異常な値や例外値を取り除き、データを処理しそれを蓄積する。これにより、自動校正機能、自動補償機能が備わっているといえる。また、その他の種類のセンサとセンサネットワーク通信機能で組み合わせて統合されたデータの測定も可能である。

### センサフュージョン
センサフュージョン（英: sensor fusion）、あるいはセンサ融合は、視覚、聴覚、触覚、嗅覚、味覚などの多くの種類の感覚情報から融合した知覚を用いてセンシングすることである。
センサフュージョンは、複合、統合、融合、連合の4つに分類することができる。
複合（英: multisensor）
複数のセンサから得られた情報を並列的・相補的に組み合わせた出力を得ることを複合的処理という。
統合（英: integration）
それぞれのセンサから得られた情報に演算処理を行い、まとまった情報を得ることを統合的処理という。
融合（英: fusion）
ある現象に対して、それを測定する複数のセンサの出力から、データ同士の処理を行い、1つの知覚を得ることを融合的処理という。
連合（英: association）
センサから得た情報間の関係を調べ、出力を得ることを連合的処理という。